# Beleet parus odinokij
Beleet parus odinokij (Белеет парус одинокий) è un film del 1937 diretto da Vladimir Grigor'evič Legošin.